# 準則主義
準則主義（じゅんそくしゅぎ、英語: Normative System、ドイツ語: System der Normativbestimmungen）とは、団体が法人格を取得する際に、法律に定める一定の要件を満たせば、行政官庁の許可や認可がなくても、法人格が付与される（その団体が法人とされる）主義をいう。他の主義として、特許主義、許可主義、認可主義、認証主義、自由設立主義などがある。

## 歴史
17世紀以降、ヨーロッパで会社制度が盛んとなるが、会社が濫設され、詐欺を行う者も出てきた結果、18世紀初頭に大恐慌を惹き起こすこととなった。そこで、各国政府は、株式会社が設立される度に法律を定め、その特許法規により会社を規律する方式として、株式会社の設立に当たり国家の特許を必要とするようになった。
19世紀には、商法において、株式会社に関する一般規定を設けるようになり、認可のための行政処分として、国家の免許を必要とするようになり、国家の免許を必要とすることとした。ただし、これを徹底するために、その時の経済現象からその組織の定款・資本まで、精密な審査をした上での免許の許否を決めるのは困難であり、形式上の審査によって免許の諾否を決めるようになったために、結果として会社の設立を不当に阻害したり経済社会の発達に悪影響を及ぼすようになった。
そして、18世紀末から19世紀にかけて台頭したレッセフェールの考え方が社会制度に反映されたこともあり、準則主義の考えが生まれた。
準則主義を最初に定めた法律は、1811年にアメリカのニューヨーク州で制定された「製造会社法（Act Relative to Incorporations for Manufacturing Purposes）」とされている。また、イギリスでは、1844年に成立した「株式会社法（Joint Stock Companies Act）」および1845年に成立した「有限責任法（Limited Liability Act）」で、準則主義を定めた。これらにより、株式会社は政府の免許なしに設立することが認められ、他国でもこの主義が採用されていった。
日本では、1899年の商法改正により、準則主義が導入された。

## 法人の設立
日本の会社法では、会社が法人格を取得するための要件が定められており、その要件を満たしたときにおいて、行政官庁の免許の取得などを必要とせず、法人格が認められる。
具体的には、株式会社は、定款の作成、出資、設立時役員等の選任などを経て、株式会社としての実体が形成されると、設立の登記により、その株式会社は法人格を取得することとなる。合名会社は、社員となる者1人以上が定款を作成し、設立の登記をすることによって成立する。合資会社は、無限責任社員となる者と有限責任社員となる者それぞれ1人以上が合意して定款を作成し、設立の登記をすることによって成立する。合同会社は、有限責任社員となる者1人以上が定款を作成し、設立の登記をすることによって成立する。